# Plouguerneau
 Plouguerneau  (en bretón Plougerne) es una población y comuna francesa, situada en la región de Bretaña, departamento de Finisterre, en el distrito de Brest y cantón de Lannilis, está ubicada a orillas del Canal de la Mancha y del Aber-Wrac'h.
En 1990, la ciudad fue laureada con el Premio de Europa, una distinción otorgada anualmente por el Consejo de Europa, desde 1955, a aquellos municipios que hayan hecho notables esfuerzos para promover el ideal de la unidad europea.

## Demografía
| 6066 | 5750 | 5467 | 5317 | 5255 | 5628 |
| Para los censos de 1962 a 1999 la población legal corresponde a la población sin duplicidades (Fuente: INSEE [Consultar]) |      |      |      |      |      |